# Chideock Castle
Chideock Castle är ett slott i Storbritannien.   Det ligger i kommunen Dorset och riksdelen England, i den södra delen av landet, 210 km väster om huvudstaden London. Chideock Castle ligger 34 meter över havet.
Terrängen runt Chideock Castle är platt österut, men åt nordväst är den kuperad. Havet är nära Chideock Castle söderut.  Närmaste större samhälle är Bridport, 4,2 km öster om Chideock Castle. 